# 青森県道171号向山停車場六戸線
青森県道171号向山停車場六戸線（あおもりけんどう171ごう むかいやまていしゃじょうろくのへせん）は、青森県上北郡おいらせ町から六戸町に至る一般県道である。

## 概要
上北郡おいらせ町の青い森鉄道線向山駅から市町境界付近で青森県道20号八戸三沢線交点の六戸町犬落瀬に至る。

### 路線データ
- 起点：向山停車場[1]
- 終点：八戸三沢線交点（上北郡六戸町）[1]

## 歴史
- 1961年（昭和36年）2月10日 - 県道に認定される[1]。

## 地理

### 通過する自治体
- 上北郡
  - おいらせ町
  - 六戸町

### 交差する道路
- 青森県道20号八戸三沢線（上北郡六戸町、終点）

### 沿線の施設など
- 青い森鉄道 青い森鉄道線 向山駅